# Çayıraltı, Turhal
Çayıraltı là một xã thuộc huyện Turhal, tỉnh Tokat, Thổ Nhĩ Kỳ. Dân số thời điểm năm 2011 là 115 người.